# Llengües volta-congoleses
Les llengües volta-congoleses són la principal branca de primer nivell dins de la família nigerocongolesa, amb un total de 350 milions de parlants. El nom de la família es deu al fet que la majoria de llengües es parlen entre els marges del riu Volta i del riu Congo.

## Classificació
El treball comparatiu realitzat per John M. Stewart en la dècada de 1960 i de 1970, van ajudar a establir la unitat filogenètica de les llengües volta-congoleses i van aportar llum a la seva estructura interna, però els resultats segueixen sense ser definitius.
Williamson i Blench (2000) van trobar que en molts casos és difícil precisar línies clares entre les diferents grups de llengües Volta-Congo i van suggerir que això podria indicar que es va donar una diversificació d'un continu dialectal més que una clara separació entre unitats filogenètiques. Això havia estat suggerit abans per Bennet (1983 citat en Williamson i Blench 2000:17) en el cas de les llengües gur i les llengües adamawa-ubangi, que molts autors agrupen juntes sota el nom de llengües de la sabana. També Elugne i Williamson (1976) en la seva reconstrucció del proto-ẹdo i el proto-ịjọ, dos subgrups de les llengües kwa van trobar que el proto-ẹdo-ịjọ presentaria característiques usualment associades amb les llengües Benué-Congo pel que la diferència filogenètica entre els dos grups no semblava justificada.
Altres branques de la família són les llengües kru i les llengües senufo. Les llengües bantus que són el grup més conegut i particularment nombrós format per multitud de llengües és de fet un subgrup de les Llengües Benué-Congo.

### Classificació interna
Segons Williamson i Blench 2000, es divideix en les següents branques:
- Volta-Congo
  - Volta-Congo septentrional (també anomenat Volga-Congo occidental): 30 milions de parlants en l'Àfrica centro-occidental (que inclou les subfamílies kru, gur, senufo)
  - Volta-Congo meridional (també anomenat Volga-Congo oriental o Benue-kwa): 290 milions en l'Àfrica central, oriental i meridional (que inclou les subfamílies kwa, Volta-Níger, Benué-Congo).

Segons Bendor-Samuel 1989, les relacions entre grups és la següent:
|  | \| \| Adamawa \| \| \| \| \| \| Gur \| \| \| \| \| \| Senufo \| \| \| \| |
|  |                                                                          |
|  | pre (o mbre)                                                             |
|  |                                                                          |
|  | Adamawa                                                                  |
|  |                                                                          |
|  | Gur                                                                      |
|  |                                                                          |
|  | Senufo                                                                   |
|  |                                                                          |

|  | Adamawa |
|  |         |
|  | Gur     |
|  |         |
|  | Senufo  |
|  |         |

|  | \| \| Adamawa \| \| \| \| \| \| Gur \| \| \| \| \| \| Senufo \| \| \| \| |
|  |                                                                          |
|  | pre (o mbre)                                                             |
|  |                                                                          |
|  | Adamawa                                                                  |
|  |                                                                          |
|  | Gur                                                                      |
|  |                                                                          |
|  | Senufo                                                                   |
|  |                                                                          |

|  | Adamawa |
|  |         |
|  | Gur     |
|  |         |
|  | Senufo  |
|  |         |

| Benue-Congo occidental | Volta-Níger                                                 |
|                        | Volta-Níger                                                 |
| Benue-Congo oriental   | \| \| Platoïde \| \| \| \| \| \| Bantoide-Cross \| \| \| \| |
|                        | \| \| Platoïde \| \| \| \| \| \| Bantoide-Cross \| \| \| \| |
|                        | Platoïde                                                    |
|                        |                                                             |
|                        | Bantoide-Cross                                              |
|                        |                                                             |

|  | Platoïde       |
|  |                |
|  | Bantoide-Cross |
|  |                |

| Benue-Congo occidental | Volta-Níger                                                 |
|                        | Volta-Níger                                                 |
| Benue-Congo oriental   | \| \| Platoïde \| \| \| \| \| \| Bantoide-Cross \| \| \| \| |
|                        | \| \| Platoïde \| \| \| \| \| \| Bantoide-Cross \| \| \| \| |
|                        | Platoïde                                                    |
|                        |                                                             |
|                        | Bantoide-Cross                                              |
|                        |                                                             |

|  | Platoïde       |
|  |                |
|  | Bantoide-Cross |
|  |                |

|  | \| \| Adamawa \| \| \| \| \| \| Gur \| \| \| \| \| \| Senufo \| \| \| \| |
|  |                                                                          |
|  | pre (o mbre)                                                             |
|  |                                                                          |
|  | Adamawa                                                                  |
|  |                                                                          |
|  | Gur                                                                      |
|  |                                                                          |
|  | Senufo                                                                   |
|  |                                                                          |

|  | Adamawa |
|  |         |
|  | Gur     |
|  |         |
|  | Senufo  |
|  |         |

|  | \| \| Adamawa \| \| \| \| \| \| Gur \| \| \| \| \| \| Senufo \| \| \| \| |
|  |                                                                          |
|  | pre (o mbre)                                                             |
|  |                                                                          |
|  | Adamawa                                                                  |
|  |                                                                          |
|  | Gur                                                                      |
|  |                                                                          |
|  | Senufo                                                                   |
|  |                                                                          |

|  | Adamawa |
|  |         |
|  | Gur     |
|  |         |
|  | Senufo  |
|  |         |

| Benue-Congo occidental | Volta-Níger                                                 |
|                        | Volta-Níger                                                 |
| Benue-Congo oriental   | \| \| Platoïde \| \| \| \| \| \| Bantoide-Cross \| \| \| \| |
|                        | \| \| Platoïde \| \| \| \| \| \| Bantoide-Cross \| \| \| \| |
|                        | Platoïde                                                    |
|                        |                                                             |
|                        | Bantoide-Cross                                              |
|                        |                                                             |

|  | Platoïde       |
|  |                |
|  | Bantoide-Cross |
|  |                |

| Benue-Congo occidental | Volta-Níger                                                 |
|                        | Volta-Níger                                                 |
| Benue-Congo oriental   | \| \| Platoïde \| \| \| \| \| \| Bantoide-Cross \| \| \| \| |
|                        | \| \| Platoïde \| \| \| \| \| \| Bantoide-Cross \| \| \| \| |
|                        | Platoïde                                                    |
|                        |                                                             |
|                        | Bantoide-Cross                                              |
|                        |                                                             |

|  | Platoïde       |
|  |                |
|  | Bantoide-Cross |
|  |                |

Alguns autors com Victor Manfredi consideren que la divisió kwa ha de ser revisada i proposen dividir el grup kwa en dos grups, una més relacionada amb el que actualment es diu Benue-Congo (denominat BK-1) i una altra part més relacionada amb les llengües gbe (BK-2), aquest segon grup estaria caracteritzat per algunes innovacions comunes.

## Descripció lingüística
Els sistemes vocàlics de les llengües Volta-Congo han estat objecte d'un gran debat en lingüística històrica.

### Fonologia
Casali (1995) defensa la hipòtesi que el proto-Volta-Congo hauria tingut nou o deu vocals i un sistema de sinarmonia vocàlica i que posteriorment aquest inventari s'hauria reduït a un sistema de set vocals en moltes llengües Volta-Congo. Les llengües de les muntanyes de Togo i Ghana són exemples on encara estan presents sistemes de nou o deu vocals. D'altra banda Stewart (2002) reconstrueix 7 vocals orals i 7 vocals nasals pel proto-Volta-Congo meridional (o més estrictament una aproximació al mateix basat en correspondències entre el proto-potou-akan i el proto-bantu):
|              | orals   | orals     | orals    | nasals  | nasals    | nasals |
| anterior     | central | posterior | anterior | central | posterior |        |
| ------------ | ------- | --------- | -------- | ------- | --------- | ------ |
| Tancades     | i       |           | u        | ĩ       |           | ũ      |
| semitancades | ɪ       |           | ʊ        | ɪ̃       |           | ʊ̃      |
| Obertes      | ɛ       | a         | ɔ        | ɛ̃       | ã         | ɔ̃      |
No existeix una reconstrucció completa del proto-Volta-Congo que empri totes les llengües de la família, encara que existeix una aproximació raonable de J. M. Stewart al proto-Benue-Kwa (Volta-Congo meridional) feta comparant solament el proto-potou-akan i el proto-bantu. D'acord amb aquesta reconstrucció tota consonant té dues formes en distribució complementària: grau no mutat / grau mutat. En el grau mutat una consonant generalment és una al·lòfona no nasal (encara que les no mutades aproximants són nasalitzades), mentre que el grau mutat la consonant té un al·lòfona prenasalitzada o nasal. Les arrels tenen la forma usual C1V1(C₂V₂), l'inventari reconstruït per les consonants que apareixen en primer lloc (C1) és:
|            |            | bilabial | alveolar | palatal | velar   | labiovelar |
| ---------- | ---------- | -------- | -------- | ------- | ------- | ---------- |
| Oclusiva   | sorda      | *p / mp  | *t / nt  | *c / ɲc |         | *kʷ / ŋkʷ  |
| Oclusiva   | sonora     | *b / mb  | *d / nd  | *ɟ / ɲɟ | *g / ŋg | *gʷ / ŋgʷ  |
| Implosiva  | sorda      | *ƥ / mƥ  | *ƭ / nƭ  |         | *ƙ / ŋƙ | *ƙʷ / ŋƙʷ  |
| Implosiva  | sonora     | *ɓ / m   | *ɗ / n   | *ʄ / ɲ  |         | *ɠʷ / ŋʷ   |
| aproximant | aproximant | *ʋ̃ / m   | *l̃ / n   | *y / ɲ  | *ɰ̃ / ŋ  | *w̃ / ŋʷ    |
| nasal      | nasal      | *m / m   | *n / n   |         |         |            |
Per a cada parell de fonemes de la taula el primer és l'al·lòfon que apareix davant vocal no nasal (grau no mutat) i el segon el que apareix davant vocal nasal (grau mutat). En aquest sistema destaca l'absència d'africades o fricatives, una característica també present en proto-bantu i en proto-potou-akan.

### Comparació lèxica
Els numerals reconstruïts per a diferents grups de llengües Volta-Congo són:
| GLOSA | Volta-Congo septentrional | Volta-Congo septentrional | Volta-Congo septentrional | Volta-Congo meridional |
| GLOSA | PROTO- KRU                | PROTO- SENUFO             | PROTO- GUR                | PROTO- BENUE-KWA       |
| ----- | ------------------------- | ------------------------- | ------------------------- | ---------------------- |
| '1'   | *ɓlo *doː                 | *niŋgb͡ĩ                   | *dig- / *-dum             | *-ɗĩ / *-kp͡a           |
| '2'   | *sɔ̃ː-                     | *sɔ̃ːni                    | *lia / *-ɲo               | *-badi                 |
| '3'   | *tãːr                     | *tãːri                    | *tãːri                    | *-tãri                 |
| '4'   | *ɲiyɛ̃̀hɛ                   | *ti-cɛːre                 | *naːsi                    | *-nai                  |
| '5'   | ?                         | *kankuro                  | *nom                      | *ton-                  |
| '6'   | *5+1                      | *kogo-ni                  | *-lo-du                   |                        |
| '7'   | *5+2                      | *5+2                      | *-lo-pɛ                   |                        |
| '8'   | *5+3                      | *5+3                      | *-lo-tãːri                |                        |
| '9'   | *5+4                      | *5+4                      | *10-1                     |                        |
| '10'  | *kʊɡb͡a *pu                | *kɛ                       | *pi-                      | *-wo-                  |